# Strage di Cima Vallona
La strage di Cima Vallona (in tedesco Anschlag an der Porzescharte) fu un attentato terroristico perpetrato il 25 giugno 1967 contro una pattuglia di militari italiani che indagavano su un precedente attentato. In un processo a Firenze il cittadino austriaco Norbert Burger, presunto ideatore dell'attentato, ed i cittadini tedeschi Peter Kienesberger, Erhard Hartung e Egon Kufner, presunti esecutori, furono condannati  in contumacia all'ergastolo. Dopo forti pressioni diplomatiche italiane anche l'Austria processò Kienesberger, Hartung e Kufner, che furono però assolti per mancanza di prove.

## Storia

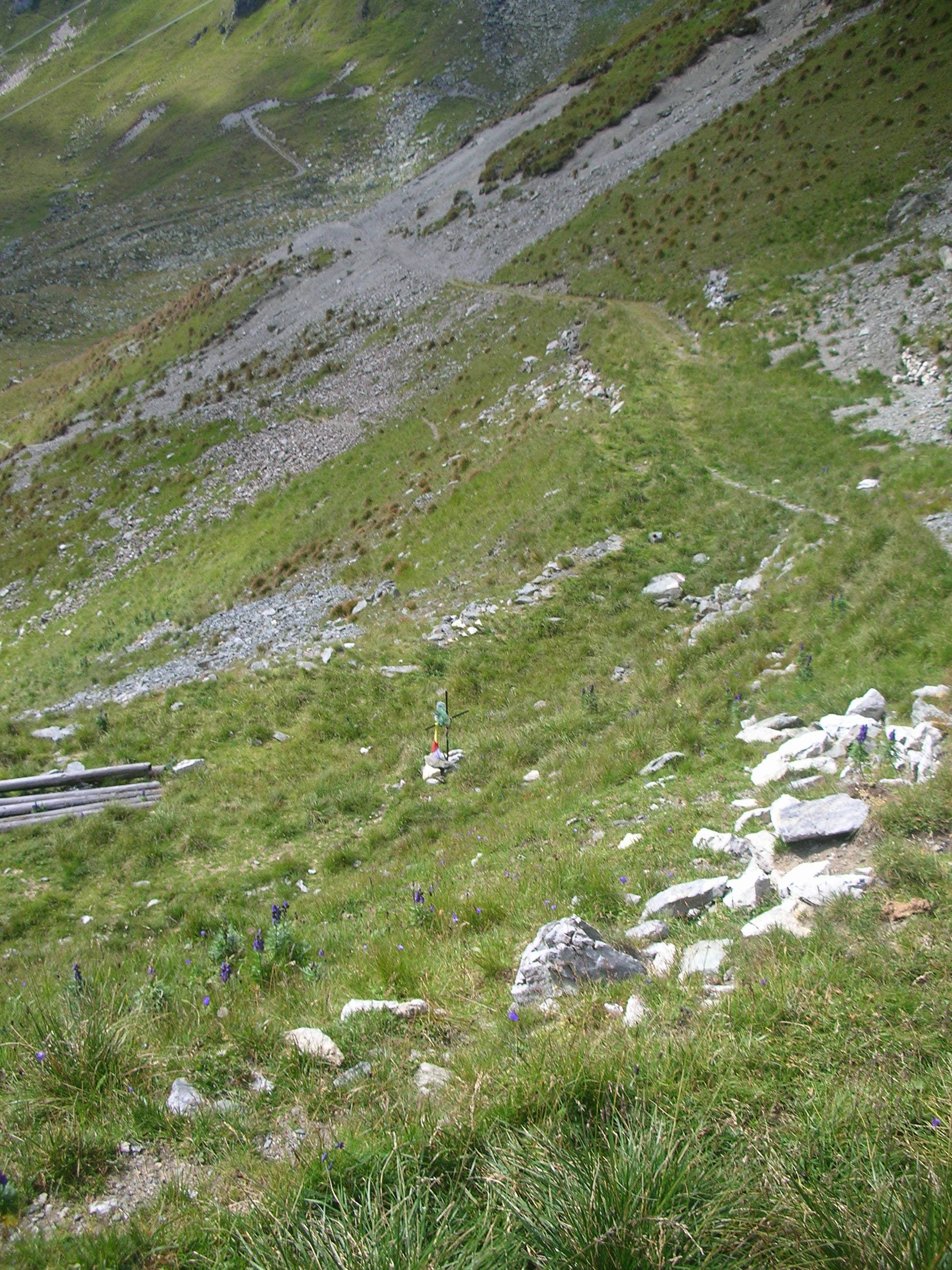
La croce a memoria del luogo della prima esplosione, dove perse la vita Armando Piva.

Negli anni cinquanta-sessanta il BAS compì numerosi attentati. Uno dei più cruenti fu l'uccisione e il ferimento con trappole esplosive di alcuni militari tra Cima Vallona di San Nicolò di Comelico e Sega Digon di Comelico Superiore in provincia di Belluno.
La strage avvenne in seguito a un attentato con il quale il 25 giugno 1967 i terroristi abbatterono un traliccio dell'alta tensione, con 6 cariche per complessivi 8-10 chilogrammi di esplosivo, innescato con un sistema ad orologeria ed accensione elettrica. Tra i reperti vennero recuperati un orologio Kienzle, una sveglia Peter, frammenti di nastro adesivo di fabbricazione tedesca ed un guanto di lana di colore grigio. I fatti ebbero inizio alle ore 3,40, quando una sentinella del distaccamento di Forcella Dignas, nel territorio del comune di San Pietro di Cadore (BL), avvertì una forte esplosione in direzione del passo di Cima Vallona. Dell'accaduto venne informato il comando del presidio di Santo Stefano di Cadore (BL). 
Allo scopo di accertare la causa della deflagrazione si dispose l'invio di una pattuglia composta da alpini, artificieri e finanzieri, che alle ore 5,30 partì dalla sede del presidio a bordo di autovetture da ricognizione. Giunti a circa 600 metri dal traliccio che appariva danneggiato, i militari, non potendo proseguire oltre con gli automezzi per la presenza di cumuli di neve, procedettero a piedi. La pattuglia era guidata dal capitano degli Alpini Alamari e dal tenente della Guardia di Finanza Marinetti seguiti dagli altri. Improvvisamente, a circa 70 metri dal manufatto, si verificò l'esplosione di un ordigno collocato sotto un mucchio di ghiaia. L'esplosione investì in pieno l'alpino radiofonista Armando Piva, nato a Pederobba (TV) il 2 dicembre 1945 e residente a Valdobbiadene (TV) nella frazione di Bigolino, effettivo al battaglione "Val Cismon". Trasportato all'Ospedale di San Candido (BZ) morì alle ore 23 dello stesso giorno, dopo agonia dovuta alle mutilazioni subite nell'esplosione.
A bordo di un AB 204 del IV Reparto Elicotteri di Uso Generale dell'Aviazione dell'Esercito decollato dall'Aeroporto di San Giacomo (BZ) fu inviata a Sega Digon una squadra della Compagnia Speciale Antiterrorismo, con il compito di raccogliere indizi utili all'indagine e per identificare gli autori dell'attentato. La squadra era composta da:
- Francesco Gentile, classe 1930, di Fano (PS), capitano del Battaglione Carabinieri paracadutisti
- Mario Di Lecce, classe 1936, di Lecce, sottotenente del Battaglione sabotatori paracadutisti
- Marcello Fagnani, classe 1940, di Roma, sergente maggiore artificiere del Battaglione sabotatori paracadutisti
- Olivo Dordi, classe 1943, di Gromo San Marino(BG), sergente artificiere del Battaglione sabotatori paracadutisti

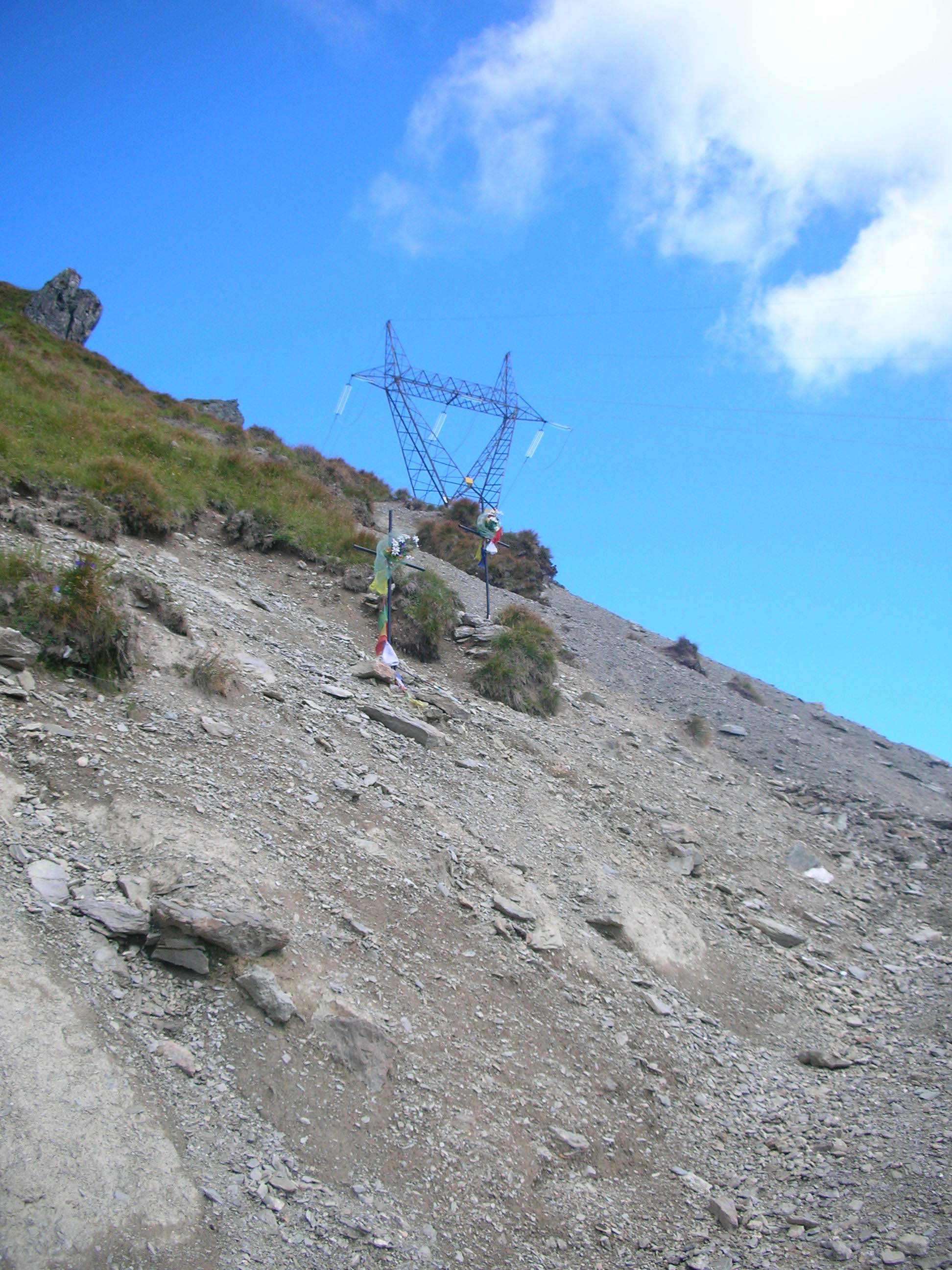
Il luogo della seconda esplosione.

Assolto il loro compito, i quattro si avviarono incolonnati sulla via del ritorno lungo lo stesso itinerario percorso all'andata e in direzione dell'elicottero rimasto in attesa, quando, inavvertitamente, uno di loro attivò una trappola esplosiva valutata intorno ai 5 kg piazzata a circa 400 metri dal luogo dell'attentato e lungo l'unico sentiero disponibile. A seguito dell'esplosione il sottotenente Di Lecce, il capitano Gentile e il sergente Dordi morirono sul colpo. Il sergente Marcello Fagnani, colpito da oltre 40 schegge, rimase gravemente ferito.
Sul luogo dell'esplosione furono trovate due tavolette di legno con incisa una rivendicazione a firma dell'organizzazione terroristica separatista altoatesina BAS (Befreiungsausschuss Südtirol). Il testo riportava:
Armando Piva fu insignito della medaglia d'argento al valor militare "alla memoria", il 14 agosto 1967. «Alpino radiofonista si offriva volontario per una rischiosa azione di rastrellamento, conseguente ad un attentato dinamitardo verificatosi nel la zona di Cima Vallona. Nel corso dell'operazione veniva ferito mortalmente da un ordigno esplosivo precollocato sul terreno. Sereno e forte nel dolore, decedeva dopo oltre 12 ore di agonia, esempio fulgido di attaccamento al dovere e di spirito di sacrificio, per tutti gli alpini delle giovani generazioni. Cima Vallona (Alto Comelico), 25 giugno 1967».
Il 29 marzo 2010 gli viene concessa l'onorificenza di "vittima del terrorismo" «per gli alti valori morali espressi nell'attività prestata presso l'Amministrazione di appartenenza e per i quali, a Cima Vallona (BL), il 25 giugno 1967, venne investito da una trappola esplosiva posta da organizzazioni terroristiche sud-tirolesi».
Francesco Gentile fu insignito della medaglia d'oro al valor militare il 14 agosto 1967. «Comandante di Reparto Speciale, da lui stesso meravigliosamente forgiato nello spirito e nella tecnica, per la lotta contro il terrorismo in Alto Adige, dava ripetute prove di capacità e di ardimento in numerosissime azioni condotte con esemplare cosciente sprezzo del pericolo in zone impervie di alta montagna, insidiate da dinamitardi. In occasione di un attentato terroristico - in cui dopo l'abbattimento di un traliccio aveva perso la vita, per lo scoppio di una mina, un alpino - essendo stato richiesto l'invio in zona di elementi specializzati del suo reparto, egli intuiti i rischi e la gravità della situazione, si metteva volontariamente alla testa di alcuni dei suoi migliori uomini e si portava sul luogo dell'attentato dove fermo e sereno di fronte al pericolo sempre incombente dirigeva con perizia le operazioni. Mentre si accingeva a portare a compimento la rischiosa missione, l'esplosione di un ordigno - subdolamente predisposto - lo investiva in pieno troncando la sua esistenza tutta dedicata al servizio ed alla Patria. Bellissima figura di soldato, fulgido esempio di virtù militari e di spirito di sacrificio. Cima Vallona (Alto Comelico), 25 giugno 1967».
Mario Di Lecce fu insignito della medaglia d'argento al valor militare "alla memoria", il 14 agosto 1967. «Comandante di nucleo di Reparto speciale antisabotaggio, di coraggio e capacità più volte provati in rischiose missioni compiute nel corso della lotta contro il terrorismo in Alto Adige, in occasione di un attentato dinamitardo, in cui aveva già trovato la morte un alpino, dava ulteriore luminosa prova del suo ardimento, della sua perizia e del suo alto spirito di sacrificio. Prescelto dal suo Comandante per una pericolosa missione nella zona di Cima Vallona, mentre si dedicava con sereno e cosciente coraggio al suo difficile compito, veniva colpito a morte, investito dall'esplosione di un ordigno subdolamente predisposto. Chiaro esempio di salde virtù militari. Cima Vallona (Alto Comelico), 25 giugno 1967»
Olivo Dordi fu anch'egli insignito della medaglia d'argento al valor militare "alla memoria", il 14 agosto 1967. «Sottufficiale artificiere di un Reparto speciale antisabotaggio, di bellissime doti di coraggio e di capacità, messe in evidenza nel corso di numerose operazioni di ricerca e di disattivazione di ordigni esplosivi precollocati da terroristi, mentre si dedicava con sereno e cosciente ardimento all'assolvimento di una rischiosa missione, conseguente all'attentato dinamitardo nella zona di Cima Vallona, veniva mortalmente ferito, investito dall'esplosione di un ordigno, immolando la Patria la sua giovane esistenza. Esempio sublime di sereno spirito di sacrificio. Cima Vallona (Alto Comelico), 25 giugno 1967»
Marcello Fagnani, il militare rimasto gravemente ferito, ricevette la medaglia d'argento al valor militare, il 14 agosto 1967. «Sottufficiale artificiere di un Reparto speciale antisabotaggio in Alto Adige, già distintosi per capacità, coraggio e sprezzo del pericolo, in numerose operazioni di ricerca e di disattivazione di ordigni esplosivi precollocati da terroristi, mentre si dedicava con sereno e cosciente ardimento all'assolvimento di una rischiosa missione conseguente all'attentato dinamitardo nel quale aveva trovato la morte un alpino, veniva gravemente ferito dallo scoppio di una trappola esplosiva subdolamente predisposta. Vinceva con ferrea volontà lo strazio della carne martoriata, dando prova di eroico stoicismo. Cima Vallona (Alto Comelico), 25 giugno 1967».
Il 29 marzo 2010 furono tutti decorati anche della Medaglia ricordo di "vittima del terrorismo".
L'avvenimento ispirò la canzone Cima Vallona, scritta da Francesco Guccini nel 1968 per Caterina Caselli.

## Indagini e processo
Successive indagini individuarono in Norbert Burger l'ideatore dell'attentato e capo della cellula terroristica, in Peter Kienesberger l'artificiere che confezionò le bombe che poi collocò con l'aiuto di Erhard Hartung e Egon Kufner.
Per questo ed altri attentati compiuti tra l'agosto 1966 e l'agosto 1967 la Corte d'assise di Firenze con sentenza 6/70 del 14 maggio 1970 condannò in contumacia:
- Norbert Burger (Austria) all'ergastolo per strage continuata pluriaggravata, vilipendio di cadaveri, danneggiamento aggravato e banda armata;
- Peter Kienesberger (Germania) all'ergastolo per strage, vilipendio di cadaveri, banda armata, danneggiamento ed attentati;
- Erhard Hartung (Germania) all'ergastolo per strage e banda armata
- Egon Kufner (Germania) a 24 anni per strage e banda armata.

Dopo forti pressioni diplomatiche italiane anche l'Austria processò Kienesberger, Hartung e Kufner, che furono però assolti per mancanza di prove. Secondo lo storico Hubert Speckner è da escludere con assoluta certezza che gli attivisti del BAS siano responsabili della strage di Cima Vallona.
L'eccidio di Cima Vallona del 25 giugno 1967 è stato ricostruito dallo storico austriaco Hubert Speckner in un corposo volume (388 pagine) " La strage del Passo di Cima Vallona", presente nelle biblioteche di numerosi Comuni ed Enti pubblici delle province di Bolzano e Trento. L'autore si è fatto, poi, promotore di un incontro, avvenuto il 29 giugno 2019 con l'allora capitano Alamari ed altri due alpini facenti parte della pattuglia da lui comandata. Nell'intenzione dello storico l'incontro era finalizzato a verificare la ricostruzione da lui fatta dell'eccidio con i ricordi di chi era stato presente agli avvenimenti. Ad essi era stata anticipata copia del volume. Nel corso dell'incontro sono state evidenziate all'Autore le numerose incongruenze contenute nella sua ricostruzione degli avvenimenti nonché la improponibilità  dei fantasiosi scenari da lui ipotizzati in contrapposizione alla versione ufficiale degli avvenimenti fatta dalle Autorità italiane. È evidente che la finalità  della ricostruzione storica fatta dall'Autore è di dimostrare che i terroristi processati e condannati in contumacia a Firenze nel 1970 non possono essere i responsabili della strage di Cima Vallona. Egli ripetutamente evidenzia presunte " stranezze " ed "ambiguità" nel comportamento dei militari coinvolti nell'attentato e degli organi investigativi italiani che collaborarono con quelli austriaci nelle indagini successive. Esprime anche critiche assurde ed arbitrarie sulla professionalità  dei militari coinvolti nell'attentato e sulla tempestività ed efficienza dei soccorsi alle vittime degli stessi. Le "prove" , gli "indizi" e le argomentazioni addotte per sostenere il non coinvolgimento dei quattro condannati a Firenze sono del tutto inconsistenti. Ugualmente inconsistenti e fantasiose sono le "prove " e gli "indizi" da lui addotti per sostenere la possibilità che l'eccidio del 25 giugno 1967 a Cima Vallona sia stato organizzato ed attuato da frange " deviate " dei Servizi Segreti Italiani nel quadro della "strategia della tensione "

## La chiesa a ricordo dei caduti

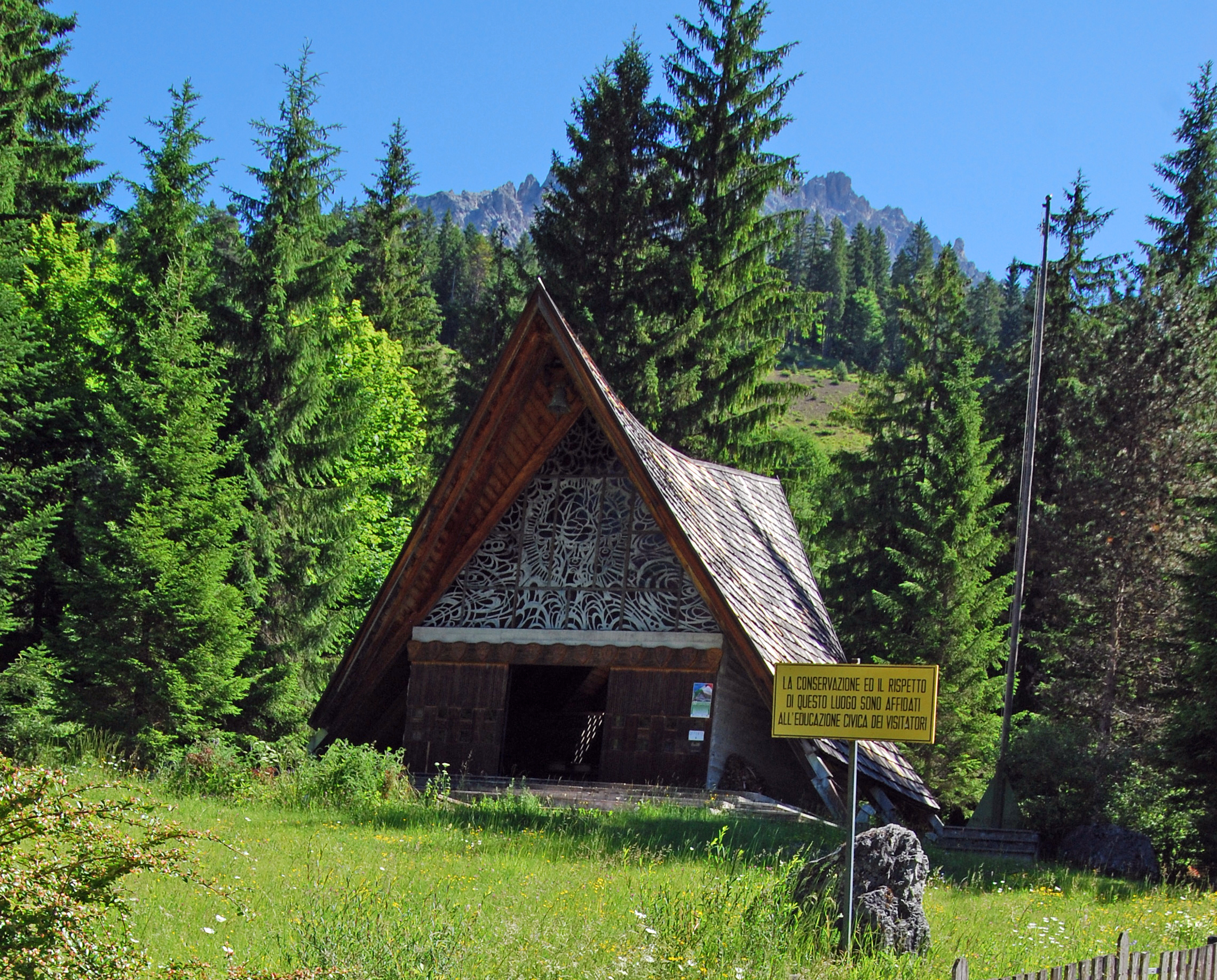
La chiesa dei caduti di Cima Vallona.

Istituito da subito il comitato per le onoranze, patrocinato dai comuni di Comelico Superiore, San Nicolò e dall'Associazione alpini in particolare la Sezione "Cadore" degli ex Alpini e i Gruppi di San Nicolò e di Comelico Superiore, con la collaborazione della popolazione locale e degli altri Comandi del IV Corpo d'Armata, in ricordo della strage, il 28 giugno 1970 in località Tamai di Sega Digon, nel comune di Comelico Superiore, dopo 3 anni di lavori venne consacrata una chiesetta, in memoria delle Vittime di Cima Vallona e ai Caduti di tutte le guerre per la difesa dei confini d'Italia.
Dove esisteva un capitello costruito nel 1872 dalla famiglia Zambelli Sopalù, la chiesa venne realizzata, su progetto del geometra Mauro Gant, direttore della Scuola Professionale di Comelico Superiore, con la collaborazione del geom. Enzo Dall'Asta e il disegnatore Mario Carbogno di Padola. Coordina la procedura e l'opera edilizia il Perito Ind. Neri Valmassoi, tutti ex alpini della Cadore.
All'interno un altare monolitico in pietra di Castellavazzo sovrastato da un grande crocifisso ligneo ricavato da un tronco di abete, opera di Augusto Murer. Nell'acuto timpano, è collocata la vetrata artistica opera del pittore Gianni Cassani, donata dagli Alpini del Gruppo ANA di Gallarate.
Sempre all'interno, una lapide ricorda i caduti della Prima Guerra mondiale, mentre una seconda, ricorda i caduti, dispersi, prigionieri, e internati civili della 2ª Guerra mondiale. Papa Paolo VI ha donato una Pianeta, mentre la curia di Belluno i paramenti della chiesa. Un emigrato in Australia, Francesco De Bolfo originario di S. Nicolò, ha donato la campana.
Ogni anno viene ricordato con una solenne cerimonia per non dimenticare le vittime, con la presenza dei familiari dei caduti, commilitoni, rappresentanze militari e civili e numerosi cittadini.

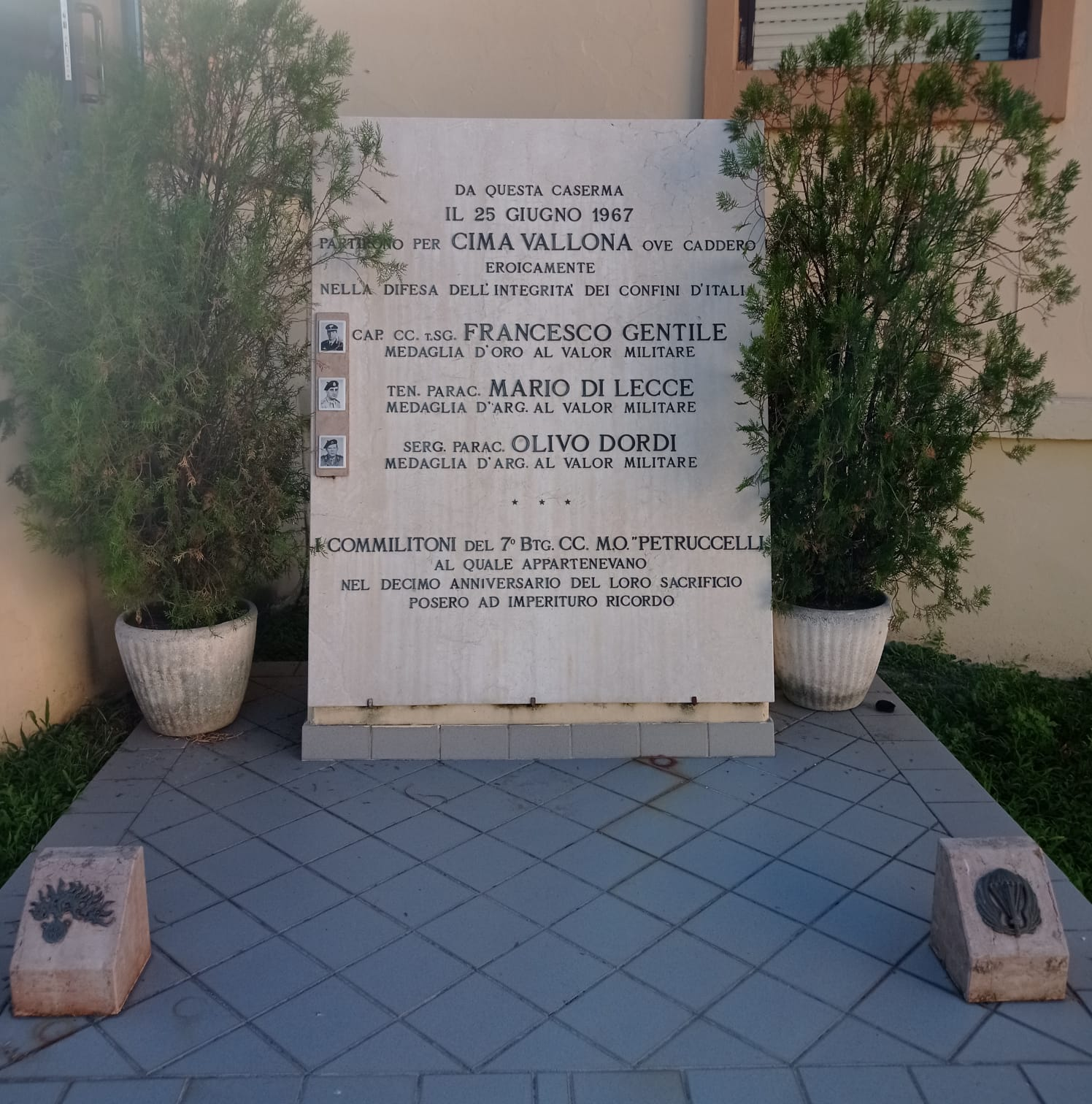
Un memoriale in onore di Francesco Gentile, Mario Di Lecce ed Olivo Dordi al 7º Reggimento carabinieri "Trentino-Alto Adige".

## Il bivacco Piva
Nel Cadin di Cima Vallona, a quota 2.216 m. venne inaugurato il 21 luglio 1974, un bivacco intitolato ad Armando Piva, costituito da un prefabbricato militare tipo Morteo, installato dalla Brigata Cadore all'indomani dell'attentato di Cima Vallona, ceduto successivamente alla Sez. Valcomelico del CAI. Nei pressi del bivacco il 25 giugno 1987 venne posta una targa in bronzo a ricordo dei caduti. Nel 1999 sul luogo dell'esplosione, l'amministrazione Comunale di San Nicolò di Comelico ha costruito un sacello.